# Falknis
Falknis är ett berg i Schweiz.   Det ligger i regionen Landquart och kantonen Graubünden, i den östra delen av landet, 160 km öster om huvudstaden Bern. Toppen på Falknis är 2 560 meter över havet, eller 581 meter över den omgivande terrängen. Bredden vid basen är 8,6 km. Falknis ingår i Rätikon.
Terrängen runt Falknis är huvudsakligen bergig, men västerut är den kuperad. Närmaste större samhälle är Bad Ragaz, 6,8 km sydväst om Falknis. 
Trakten runt Falknis består i huvudsak av gräsmarker. Runt Falknis är det ganska glesbefolkat, med 43 invånare per kvadratkilometer.